# Trolejbusy w Woroneżu
Trolejbusy w Woroneżu – system trolejbusowy funkcjonujący w Woroneżu, w obwodzie woroneskim, w Rosji.
System uruchomiono oficjalnie 6 października 1960 r. W tym dniu pierwszy w historii miasta trolejbus wyjechał na linię nr 1 i kierowany był przez Bohatera Związku Radzieckiego, Dmitrija Ilicza Lebiediewa. Do 1976 r. funkcjonowała tylko jedna zajezdnia, zajezdnia nr 1 przy ulicy Kosmonawtow, w 1976 r. wzniesiono zajezdnię nr 2 przy ulicy Cholzunowa. W 1978 r. dla obsługi taboru z lewobrzeżnych linii otwarto warsztaty przy ulicy Ziemlaczki.
Według stanu z 1 kwietnia 2020 r. w mieście funkcjonowały cztery linie, które obsługiwała zajezdnia nr 1, tabor składał się z 46 trolejbusów. Na terytorium zlikwidowanej w 2012 r. zajezdni nr 2 powstało osiedle mieszkaniowe. Warsztaty trolejbusowe zamknięto w 2002 r. Od 2009 r. rozwój trolejbusów był częściowo uwarunkowany przez miejski program odbudowy transportu elektrycznego, który zakończył się w 2014 r.

## Historia

### Pierwsze lata
Pod koniec lat 50. XX w. podjęto decyzję o rozbudowie Woroneża w kierunku południowo-zachodnim, gdzie rozpoczęto budowę nowego osiedla mieszkaniowego (zwanego mikrorejonem), nazwanego następnie „Jugo-zapadnyj mikrorajon”. W kompleksie nowego mikrorejonu planowano budowę zakładów przemysłowych, a przy ulicy Biessarabskiej (dziś ulicy Kosmonawtow) zajezdni trolejbusowej. Do tego czasu woroneski system transportu publicznego składał się z autobusów i tramwajów. Decyzję o budowie systemu trolejbusowego podjęła rada gospodarcza.
W 1958 r. rozpoczęto budowę zajezdni. Po roku od jej ukończenia podjęto prace zmierzające do uruchomienia pierwszej linii trolejbusowej, której trasa miała przebiegać od dworca kolejowego do południowych obrzeży miasta przez prospekt Rewolucji, ulicę Kirowa, Kolcowskoją (dziś ulica Woroszyłowa) do ulicy Biessarabskiej (dziś narożnik ulicy Kosmonawtow i ulicy Kolesniczenki).

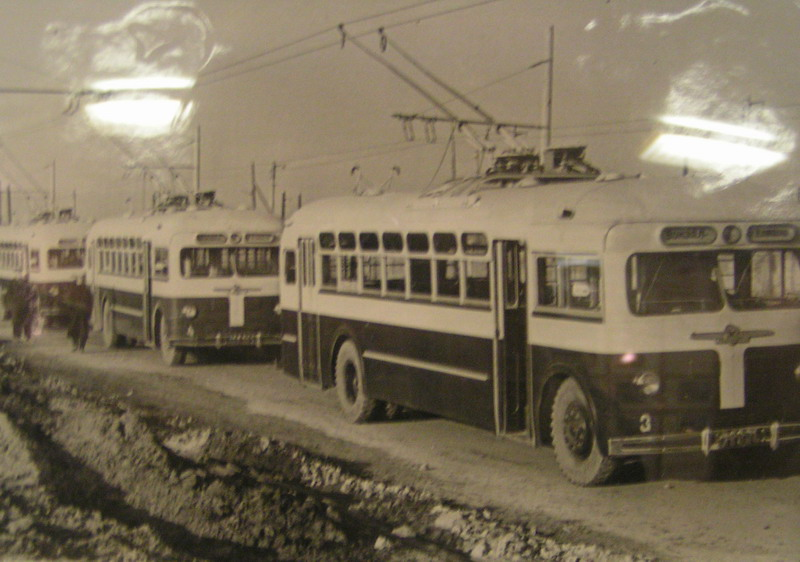
Pierwsze woroneskie trolejbusy przygotowane do wyjazdu na linie

W związku z budową trolejbusów zlikwidowano torowiska tramwajowe na prospekcie Rewolucji i ulicy Kirowa. Niemniej jednak transport tramwajowy dalej się rozwijał; po kilku latach od uruchomienia trolejbusów otwarto zajezdnię nr 2 na lewobrzeżu, a także budowano i projektowano nowe linie po obu brzegach Woroneży.
6 października 1960 r. w pierwszy kurs na linii nr 1 (ul. Biessarabskaja – ż/d wokzał Woronież-1) wyruszyły trolejbusy. Na linię wyjechało dziesięć trolejbusów MTB-82. Ogółem do Woroneża dostarczono 32 trolejbusy MTB-82, a przez kilka lat, począwszy od 1965 r., trwały dostawy nowszych trolejbusów serii ZiU-5, które eksploatowano do połowy lat 80. XX w.
Pierwszym kierowcą trolejbusu w Woroneżu był Bohater Związku Radzieckiego, Dmitrij Ilicz Lebiediew, w czasie wojny lotnik. Z biegiem lat jego imieniem nazwano zajezdnię trolejbusową nr 1.
Pod koniec 1960 r. w mieście funkcjonowały linie trolejbusowe o długości 19,2 km, po których kursowało 18 trolejbusów. Dziennie przewożono 50 tysięcy pasażerów. Linie trolejbusowe łączyły zakład produkcji żelbetu z dworcem kolejowym (linia nr 3), zakład mechaniczny z dworcem kolejowym (linia nr 1) i dworzec kolejowy z lotniskiem, znajdującym się wówczas przy ulicy Cholzunowa (linia nr 2).
W 1961 r. zbudowano trakcję trolejbusową z centrum do zakładu ŻBI w mikrorejonie Jugo-Zapadnym; linia obsługująca tę trasę otrzymała nr 3. W 1963 r. trolejbusy pojawiły się na lewobrzeżu – rozpoczęto budowę trakcji od uniwersytetu do ul. Gierojew Stratosfiery przez most Czerniachowski; do tej trasy przypisano linię nr 4. Pod koniec 1963 r. długość linii trolejbusowych wynosiła 47,7 km, a liczba trolejbusów równała się 50.

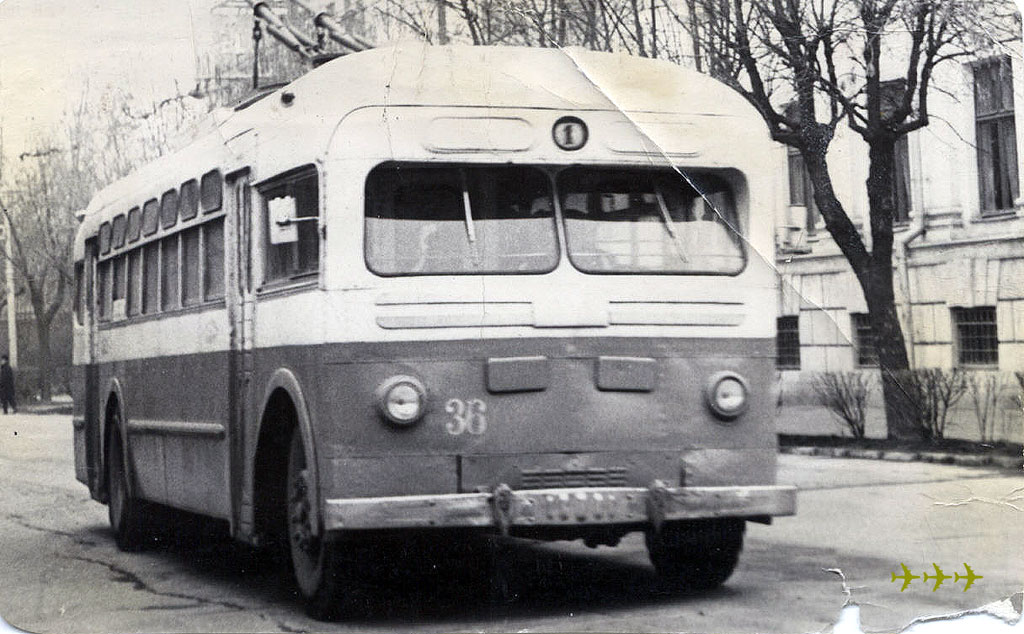
Jeden z pierwszych woroneskich trolejbusów

W 1965 r. uruchomiono linię nr 5, łączącą zakład mechaniczny z lotniskiem przy ulicy Cholzunowa i linię nr 6 (Jugo-Zapadnyj mikrorajon – Uniwiersitiet – pl. Nikitina). W tym czasie poprawiono wyposażenie techniczne taboru trolejbusowego, kulturę techniczną i obsługę pasażerów. Do miasta dostarczono pierwsze trolejbusy ZiU-5. Pod koniec roku w Woroneżu było 7 linii o łącznej długości 56 km.
W 1966 r. przedłużono trakcję trolejbusową od ulicy Pieszestrieleckiej do ulicy Gierojew Sibiriakow.
Stopniowo wzrastały potoki pasażerskie w pojazdach miejskiego transportu publicznego, dlatego 12 września 1966 r. w ramach pilotażowego projektu wprowadzono w czterech trolejbusach obsługę bezkonduktorską. Pod koniec 1966 r. linie obsługiwało od 85 do 90 trolejbusów, kursujących na siedmiu liniach. Zajezdnia trolejbusowa nr 1 otrzymała 15 nowych pojazdów.
Budowa nowych odcinków trakcji trolejbusowej postępowała: w 1969 r. oddano do użytku linię trolejbusową nr 8 od Kolcowskiego skweru do zakładu produkcji żelbetu.
We wrześniu 1969 r. w Woroneżu uruchomiono linię nr 9, kursującą od dworca Woronież-I ulicą Mira i mostem Czerniachowskim na lewobrzeże (Siewiero-Wostocznyj rajon). Do czasu uruchomienia kolejnej linii trolejbus był jednym z głównych środków transportu wybieranych przez pasażerów przybywających do miasta koleją. Dużą popularnością cieszyły się także linie na lotnisko i do Sowietskiego rejonu.
Rozwój woroneskich trolejbusów do 1967 r.:
| Rok  | Długość linii | Liczba trolejbusów | Liczba pasażerów (tys.) | Dochód (tys. rubli) | Liczba pracowników |
| ---- | ------------- | ------------------ | ----------------------- | ------------------- | ------------------ |
| 1961 | 35,6 km       | 32                 | 20131,7                 | 812,7               | 380                |
| 1965 | 56,2 km       | 130                | 50531,6                 | 2026,4              | 970                |
| 1966 | 69,7 km       | 145                | 55227,3                 | 2212,5              | 1126               |
| 1967 | 72,1 km       | 166                | 60216,4                 | 2414,1              | 1211               |

### Rozwój w latach 70. i 80. XX wieku
Dynamiczny rozwój systemu trolejbusowego w Woroneżu skutkował zwiększeniem liczby linii. W 1970 r., 10 lat po uruchomieniu trolejbusów, kursowało już dziewięć linii. W lutym 1971 r. przedstawiono plany rozbudowy miejskiego transportu elektrycznego w mieście. W dziewiątej „pięciolatce” miało zostać zbudowanych 27 km nowych linii trolejbusowych, m.in. do rejonu Siewiero-Wostocznego i na Leninskim prospekcie.

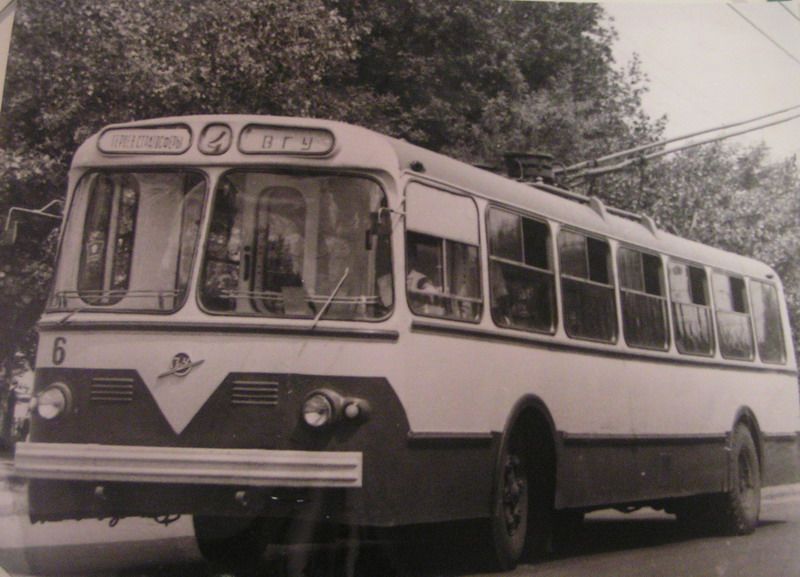
Trolejbus ZiU-5 w Woroneżu

29 kwietnia 1971 r. otwarto nową linię nr 10 (Kolcowskij skwer – ulica Komarowa). W ten dzień woroneska gazeta pisała:

Pomimo faktu, że pierwsza połowa dnia 29 kwietnia była deszczowa, o godzinie czwartej dużo ludzi zebrało się na pętli trolejbusowej w rejonie Jugo-zapadnym. W końcu rzadko się zdarza, że otwierana jest nowa linia trolejbusowa.

Nowa linia miała długość około 2 km. W jej budowie uczestniczyli robotnicy przedsiębiorstwa transportowego, robotnicy i monterzy z SU-9, SMU-12 i Cientrelektromontażu. Na wiecu poświęconym otwarciu nowej linii wręczono certyfikaty honorowe komitetu miejskiego KPSS i komitetu wykonawczego miasta. Ruch na nowej linii otworzył kierowca N. Raznienkow, kierując trolejbusem o numerze taborowym 1.
5 lutego 1971 r. w Woroneżu zakończono budowę jeszcze jednej nowej trolejbusowej linii od ulicy Gierojew Stratosfiery do zakładu GOO. W ten dzień trasą linii przejechały w ramach jazd próbnych dwa trolejbusy. Całkowita długość linii trolejbusowej nr 11 wynosiła 12 km. Linię zasilano z nowej podstacji nr 2.
W 1972 r. wprowadzono nowe trasy linii trolejbusowych nr 3 (il. Komarowa – ż/d Wokzał), 12 (ż/d Wokzał – ul. Kliniczeskaja), 8А (WGU – ul. Brusiłowa; linia weekendowa). Oddano do użytku trasę trolejbusową na ulicy Puszkinskiej. Oprócz tego do miasta dotarła pierwsza partia trolejbusów ZiU-9B. W następnych latach Woroneż otrzymywał już wyłącznie kolejne modyfikacje tego modelu.
Do końca 1972 r. w zajezdni trolejbusowej stacjonowało do 120 trolejbusów, które kursowały na liniach zgodnie z poniższym harmonogramem.
| Czas        | Liczba trolejbusów na liniach |
| ----------- | ----------------------------- |
| 5.00–6.00   | 65                            |
| 7.00–9.00   | 120                           |
| 9.00–15.00  | 86                            |
| 15.00–16.00 | 89                            |
| 16.00–18.00 | 120                           |
| 19.00       | 114                           |
| 20.00       | 84                            |
| 21.00       | 74                            |
| 22.00       | 67                            |
| 23.00–1.00  | 42                            |
| 2.00        | 3                             |

W początkach lat 70. XX wieku miasto zaczęło rozwijać się w kierunku północnym, a rejon Komintiernowskij rozbudowywał się. Skutkowało to rozwojem miejskiego transportu elektrycznego: w połowie lat 70. XX wieku zbudowano torowiska tramwajowe do miasteczka studenckiego WPI, a trakcję trolejbusową przedłużono od dawnego lotnika na ul. Cholzunowa do nowej pętli Siewiernyj rajon.
Wraz z budową pętli w rejonie powstały nowe osiedla mieszkaniowe, placówki oświatowe, akademiki i obiekty przemysłowe. W 1974 r. w rejonie Siewiernym otwarto największe w europejskiej części Rosji warsztaty trolejbusowe – WRTTZ. Od początku lat 70. XX wieku trwała też budowa zajezdni nr 2 przy ul. Cholzunowa. Dojazd do zajezdni poprowadzono ulicami Biegowają, Szyszkowa i Cholzunowa.
Nowa zajezdnia mieściła do 200 trolejbusów i składała się dodatkowo z warsztatów do remontu kapitalnego taboru. Koszt budowy wyniósł 2 118 000 rubli według ówczesnych cen.
Główne prace przy budowie zajezdni zostały zakończone do lipca 1976 roku. Uroczyste otwarcie nowego obiektu miało miejsce 23 lipca 1976 roku. Przed otwarciem zajezdni do miasta przybyła partia nowych trolejbusów ZiU-9, którym nadano numery taborowe od 201 wzwyż. Pierwszym trolejbusem, który wjechał na linię z bram nowej zajezdni, był trolejbus nr 201 kierowany przez I. S. Glebowa. Wraz z oddaniem do użytku nowej zajezdni uruchomiono linię nr 7. Początkowo zajezdnia nr 2 obsługiwała linie nr 2, 5, 7.

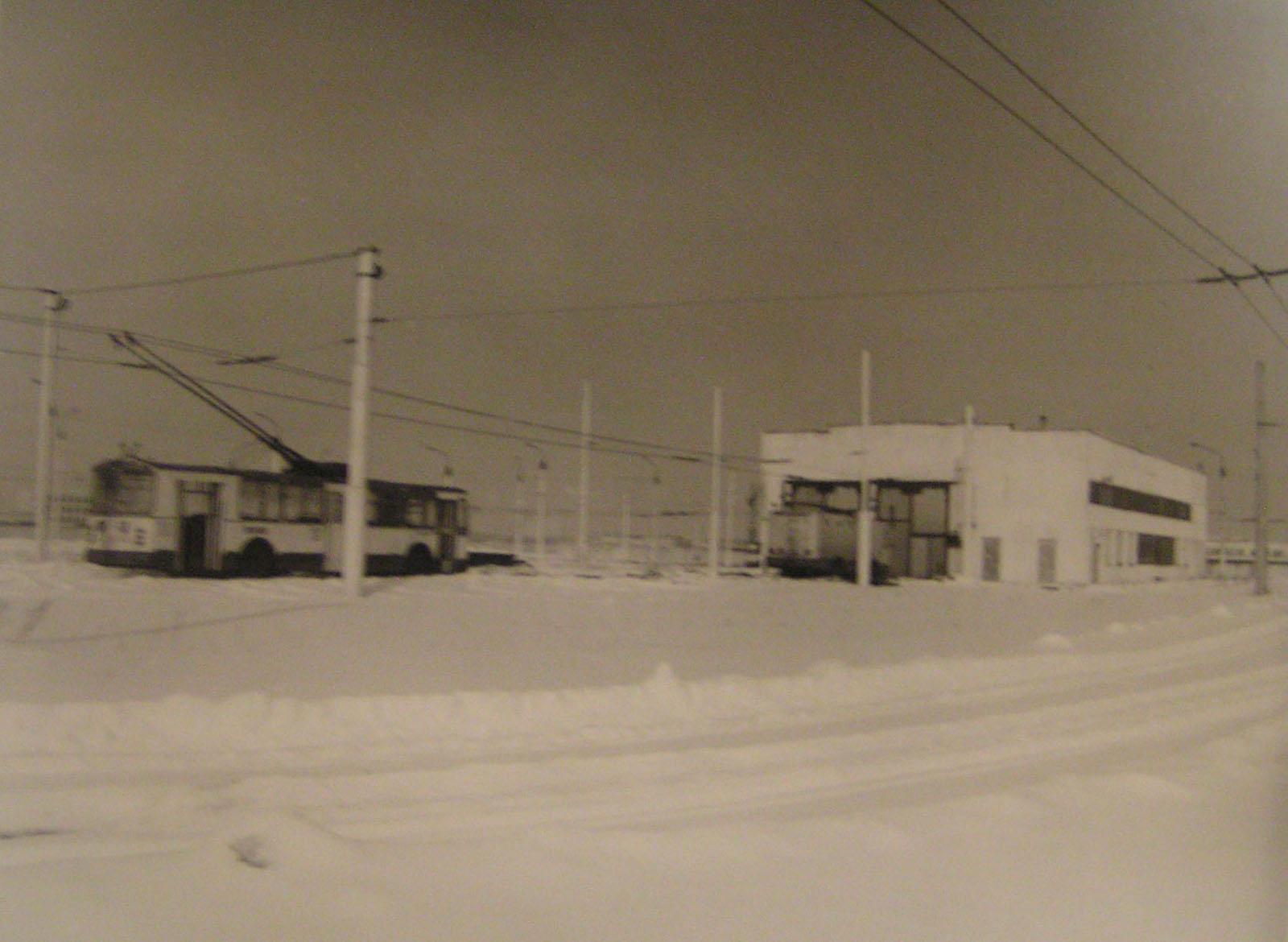
„Przychodnia trolejbusowa” w pierwszych latach działalności

Wzrost liczby przewożonych pasażerów na przestrzeni kilku lat wymagał rozbudowy tras – 6 listopada 1976 r. otwarto linię nr 14 (DK Kirow – plac Lenina). Dodatkowo do obsługi nowej linii wybudowano podstację trakcyjną przy ul. Cheliuskincew. Długość nowej linii wynosiła 12 km. Po pewnym czasie otwarto także linię nr 15, która była uzupełnieniem trasy linii nr 14.
Rozwój sieci był kontynuowany także w rejonie Sowieckim: np. do końca 1976 r. zakończono budowę jednokierunkowej trasy trolejbusowej wzdłuż ulic Marszak i Domostroitielej o długości około 5 km. Na tę trasę przeniesiono linię nr 1, która wcześniej przebiegała ulicą Peszestrieleckaja. Oprócz tego z nowego odcinka sieci korzystała nowa linia nr 13, biegnąca z ulicy Komarowej do centralnego placu miasta.
Zwiększenie liczebności taboru wymagało budowy nowych zajezdni. Mimo tego, że w 1976 r. oddano do użytku nową zajezdnię trolejbusową nr 2, nastała potrzeba zbudowania kolejnej zajezdni, tym razem na lewym brzegu rzeki Woroneż.
Należy zaznaczyć, że wszystkie lewobrzeżne trasy w tamtych latach obsługiwane były zajezdnię trolejbusową nr 1, a nowa placówka, zwana „przychodnią trolejbusową”, stała się filią zajezdni nr 1 na lewym brzegu i służyła do tymczasowego odstawiania trolejbusów w ciągu dnia. Filia została oddana do użytku w 1978 r. po budowie trwającej około dwóch lat.
Filia miała pojemność 50 trolejbusów i dysponowała zapleczem technicznym pozwalającym na dokonywanie napraw trolejbusów.
Do „przychodni” zbudowano nową trasę trolejbusową wzdłuż ulicy Ziemlaczki, a nowa pętla trolejbusowa przy hucie aluminium (WZSAK) stała się jednym z największych terminali trolejbusowych w mieście. Trasa trolejbusowa do zakładu WZSAK została oddana do użytku dopiero pod koniec 1979 r. Jednocześnie uruchomiono nową trasę trolejbusową wzdłuż ulicy Sredniemoskowskajej (dwukierunkowa trasa z ulicy Puszkinskajej do placu Zastawy o łącznej długości ok. 4 km).

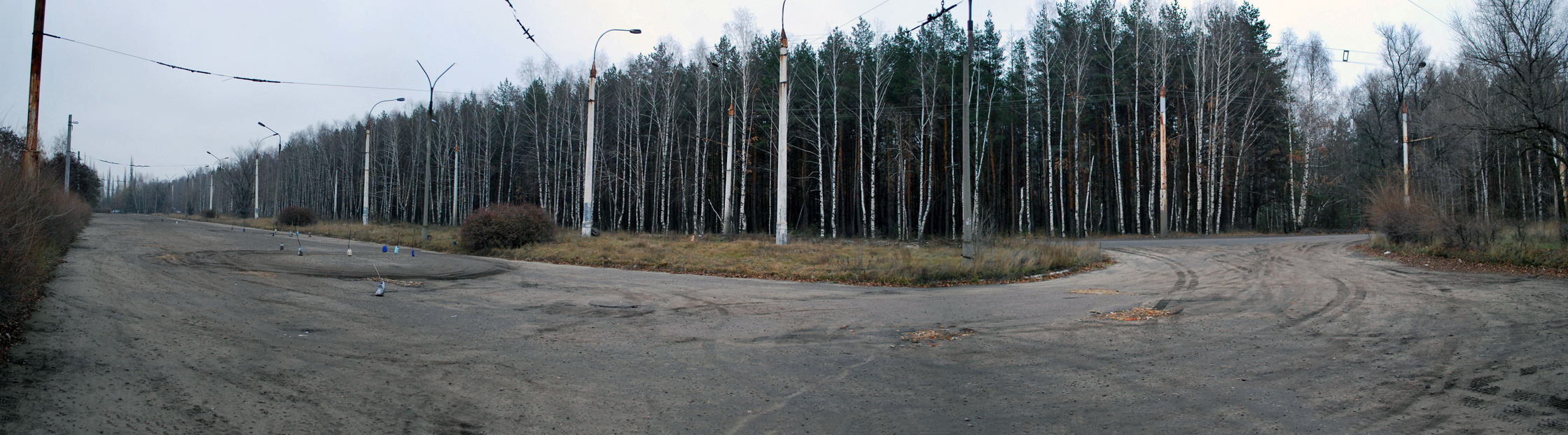
Nieczynna pętla trolejbusowa WZSAK

Do 1980 roku system trolejbusowy obsługiwały dwie zajezdnie trolejbusowe i „przychodnia trolejbusowa”. Funkcjonowało 15 linii obejmujących główne kierunki transportu miejskiego i duże przedsiębiorstwa przemysłowe. Niemniej jednak budowa i rozbudowa systemu trolejbusowego trwała nadal – 30 września 1980 r. została otwarta dla ruchu nowa autostrada, wybudowana w północnej dzielnicy miasta. Trasy linii nr 2, 5 i 12 zostały natychmiast przedłużone do stacji końcowej „Siewiernyj rajon”. Całkowita długość nowej trasy wynosiła 8,7 km, a każda z linii została przedłużona o pięć przystanków.
6 listopada 1981 r. nastąpiło otwarcie linii trolejbusowej nr 17, łączącej dzielnicę północną (bulwar Pobiedy) z południowo-zachodnimi obrzeżami miasta – ul. Perchorowicza. Początkowo na nowej linii kursowało tylko osiem trolejbusów, ale z czasem ich liczba znacznie wzrosła.
Aby usprawnić funkcjonowanie transportu miejskiego, w 1982 r. w pojazdach wprowadzono opracowany przez specjalistów z Woroneża System automatycznej kontroli dyspozytorskiej (ASDU). Ponadto do końca 1982 r. przebudowano trasę trolejbusową wzdłuż ulicy Kirowa, której długość wynosiła około dwóch kilometrów.
W czasach radzieckich w każdym dużym mieście ZSRR, liczącym 250 tysięcy mieszkańców, miał powstać zintegrowany system transportowy dla rozwoju komunikacji miejskiej i sieci drogowej. Wstępnymi danymi do opracowania dowolnego złożonego schematu transportowego były materiały z planu zagospodarowania przestrzennego miasta, dane sprawozdawcze dotyczące wskaźników technicznych i operacyjnych pracy transportu miejskiego oraz materiały z badań osadnictwa ludzi w stosunku do ich miejsc pracy, mobilności ludności i wielkości ruchu pasażerskiego. Programy te były opracowywane na czas do 15 lat, z podziałem zadań priorytetowych na kolejne pięć lat.
W Woroneżu podobny schemat komunikacyjny został opracowany w 1971 r., jednak z powodu opóźnień zaczął działać dopiero w 1975 r. Schemat transportu zintegrowanego w Woroneżu miał być zrealizowany do 1990 r. w trzech etapach, z których pierwszy miał zakończyć się do 1980 r.

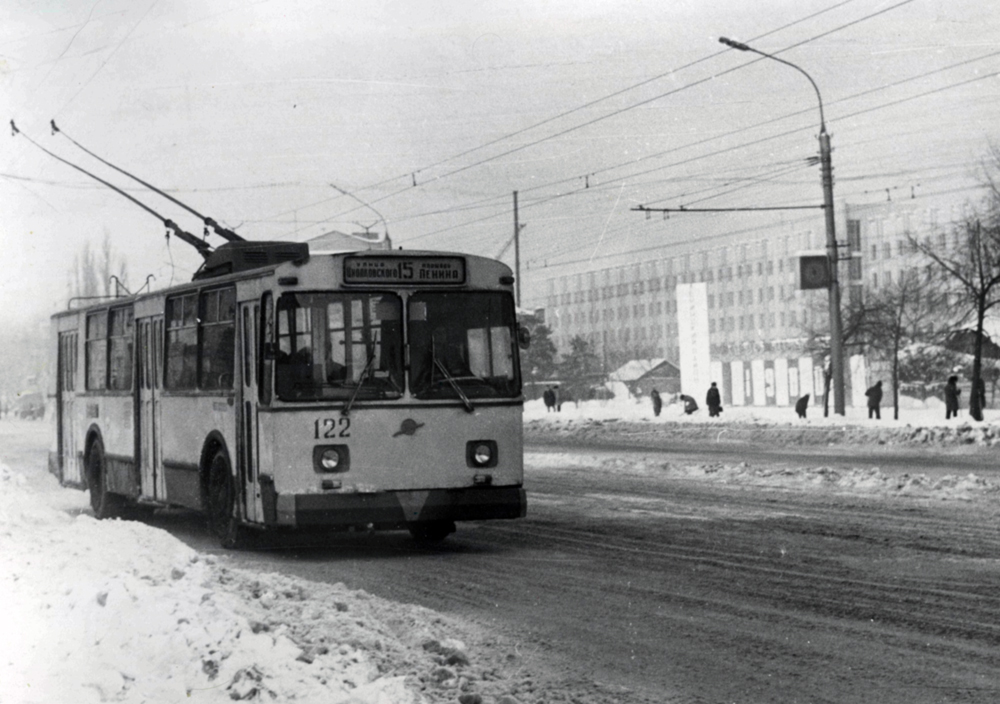
Jeden z pierwszych woroneskich trolejbusów ZiU-9

W 1983 r. instytut „Giprokommundortrans” opracował kompleksową organizację transportu dla miasta Woroneża, zakładającą budowę szybkiego tramwaju w Woroneżu (23 km linii do 1985 r.) oraz zwiększenie taboru zajezdni tramwajowych do 470 wagonów i floty trolejbusów do 431 pojazdów.
Jednak rozwój miejskiego transportu elektrycznego przebiegał z dużymi odchyleniami od opracowanego zintegrowanego schematu transportu. Tak więc wraz z rozwojem rejonu Radzieckiego w tym kierunku budowano również elektryczne linie transportowe. Podobnie sytuacja wyglądała w rejonie Siewiernym.
Według statystyk z 1984 r. łączna długość linii trolejbusowych wynosiła 130 km, a system był zasilany przez 23 podstacje.
Rok 1987 był szczególnie ważny dla trolejbusów w Woroneżu. W styczniu otwarto nową linię nr 6, biegnącą z ulicy Włodzimierza Newskiego do ul. Puszkinskiej wzdłuż ulic Żukowa i Prospektu Moskiewskiego. Z centrum w kierunku rejonu Siewiernego trasa biegła jak obecna „dwójka” – ulicą Plechanowską. Całkowita liczba linii trolejbusowych wzrosła do 17. W ciągu roku flota trolejbusów została uzupełniona o nowe pojazdy ZiU-9, a łączna liczba trolejbusów wzrosła do 238 sztuk. Ogłoszono plany rozwoju systemu: planowano budowę linii trolejbusowych w mikrorejonie Siewiernym – wzdłuż ulicy Sziszkowa do stacji kolejowej Woronież-I i wzdłuż Bulwaru Pobiedy do ulicy 60. Armii. Ponadto rozpoczęto budowę nowej linii w rejonie Jugo-Zapadnym – wzdłuż ulicy Jużno-Morawskiej.
W 1988 r. uruchomiono nową trasę trolejbusową wzdłuż ulicy Jużno-Morawskiej na odcinku od pierścienia trolejbusowego przy ulicy Jużno-Morawskiej do pętli przy ul. Perchorowicza. Po nowej trasie przedłużono linie 3 i 17, a ich łączną długość zwiększono o 6 kilometrów, dodatkowo ogłoszono plany przeniesienia na nową trasę linii nr 5 i 13. Liczba trolejbusów na powyższych liniach wzrosła o 6 sztuk. Aby uruchomić trolejbusy na nowej trasie, konieczna była przebudowa podstacji trakcyjnej nr 10 oraz budowa nowej podstacji nr 29.
Pod koniec lat 80. opublikowano plany budowy nowych linii. Planowano rozbudowę systemu trolejbusowego w mikrorejonie Siewiernym Woroneża – nowe linie miały przebiegać ulicami 60. Armii (długość – 2,5 km), Sziszkowa (długość – 8,5 km), a także wzdłuż północnej przeprawy mostowej (długość – 8,6 km). Oprócz budowy nowych linii zaproponowano przekształcenie „przychodni trolejbusowej” w nową zajezdnię trolejbusową nr 3.

### Trudności w latach 90. XX wieku
W wyniku wszystkich przemian do początku lat 90. XX wieku miasto posiadało zintegrowany system transportu miejskiego. Pasażerów obsługiwały autobusy, tramwaje i trolejbusy. Ruch odbywał się według jasno opracowanego schematu, obejmującego wszystkie dzielnice miasta oraz duże strefy przemysłowe na lewym brzegu, placówki oświatowe i inne obiekty. Podstawą transportu miejskiego był transport elektryczny: to właśnie on wykorzystywał główne szlaki komunikacyjne. Autobusy obsługiwały głównie obszary peryferyjne miasta, ale jednocześnie nie dublowały tras miejskiego transportu elektrycznego, więc większość pasażerów przewoził ekologiczny transport elektryczny.
W 1992 r. znacznie zmniejszyły się nakłady na transport miejski. Zmiany dotknęły wszystkich rodzajów transportu bez wyjątku. Jednocześnie rozpoczęto zmniejszanie liczby pracowników w wielu przedsiębiorstwach przemysłowych i ograniczanie produkcji, w związku z czym zaczęło brakować części zamiennych do napraw taboru, a producenci podnosili ceny wytwarzanych produktów.
W tym czasie strajki kolektywów robotniczych w całym kraju stały się powszechne. Pracownicy trolejbusów woroneskich także organizowali regularne strajki, domagając się terminowej wypłaty wynagrodzeń i świadczeń socjalnych.

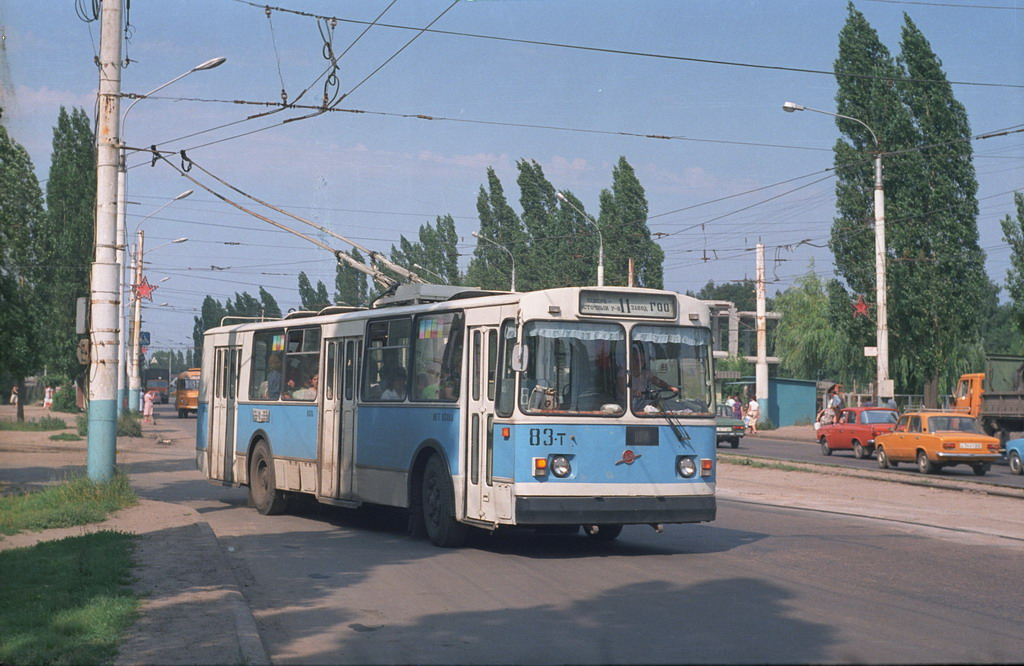
Trolejbus w 1993 r.

3 lipca 1992 r. zmieniło się kierownictwo przedsiębiorstwa transportowego – zarządzenie w tej sprawie wydał mer Woroneża, który odwołał kierownika W. Rubnienkowa, zajmującego to stanowisko od 1976 r. Na stanowisko kierownika powołano O. A. Plaksina, który stanął na czele firmy jeszcze przed początkiem jej upadku w 2002 roku.
Do 1993 roku flota trolejbusów uległa wyeksploatowaniu – żywotność większości trolejbusów dobiegła końca, reszta wymagała naprawy. Przewoźnik nie kupował nowych trolejbusów od 1990 roku. Nowemu kierownikowi udało się jednak znaleźć środki na zakup największej partii trolejbusów w całej historii miasta – 72 trolejbusów. Część z nich eksploatowano jeszcze do 2010 roku.

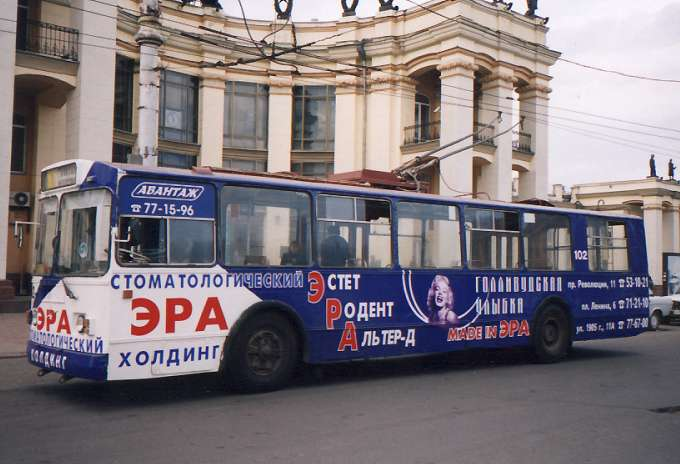
Trolejbus w malowaniu reklamowym, lata 90. XX wieku

Bezpośrednio po objęciu funkcji O. Plaksin złożył wizytę w Czechosłowacji, gdzie podpisał umowę o współpracy z czeską firmą reklamową Tobro. Umowa ta przewidywała wymianę barterową – czyli spółka udostępnia powierzchnię reklamową na pojazdach transportu miejskiego, a firma dostarcza części zamienne do tramwajów Tatra i inne części z rabatem ok. 50%. W czasie, gdy firma miała duże trudności z finansowaniem, brakowało części zamiennych do taboru, a właściwie nie było w kraju swobodnego przepływu walut obcych, umowa ta była bardzo korzystna dla miasta i pracowników transportu.
W tym samym czasie O. Plaksin podjął decyzję o utworzeniu agencji reklamowej przy zrzeszeniu produkcyjnym w celu umieszczania reklam na taborze zajezdni i słupach należących do przedsiębiorstwa. Przez pierwsze lata agencja była wspólnym przedsięwzięciem z firmą Tobro. Agencja działa do dziś, zajmując jedno z czołowych miejsc na woroneskim rynku usług reklamowych.
14 kwietnia 1993 r. na ulice miasta wyjechał pierwszy trolejbus reklamowy. Reklama została umieszczona na trolejbusie nr 220 z zajezdni nr 2. Trolejbus reklamował firmę „DiMi” – oficjalnego przedstawiciela japońskiej firmy „Minolta”. Warto zwrócić uwagę, że firma zapłaciła stowarzyszeniu produkcyjnemu dość wysoką kwotę za umieszczenie reklamy na jeden rok, a mianowicie 365 dolarów.
W latach 90. XX wieku coraz częściej pojawiały się przypadki opóźnień w wypłacie wynagrodzeń pracownikom przedsiębiorstw, a problem, który wcześniej się nie zdarzał, był szczególnie dotkliwy dla przedsiębiorstwa – wzrost liczby pasażerów na gapę. Częste były również przypadki wandalizmu taboru – tłuczono szyby w wagonach, cięto tapicerkę i kradziono mocowania siedzeń. Ponadto kierowcy pojazdów transportu publicznego padali ofiarą ataków: zdarzały się przypadki pobić i kradzieży pieniędzy.
W obliczu braku środków przewoźnik zdecydował się skupić na optymalizacji istniejącej sieci linii trolejbusowych. Budowa nowych linii została wstrzymana, dopiero w 1994 r. ukończono niewielki odcinek trakcji w budowanej od 1991 r. rejonie Sowieckim. Bezpośrednio po otwarciu nowej trasy skierowano na nią trolejbusy linii nr 13.
Jednocześnie trwająca optymalizacja sieci tras spowodowała wzrost liczby linii trolejbusowych w mieście. Pojawiły się nowe linie:

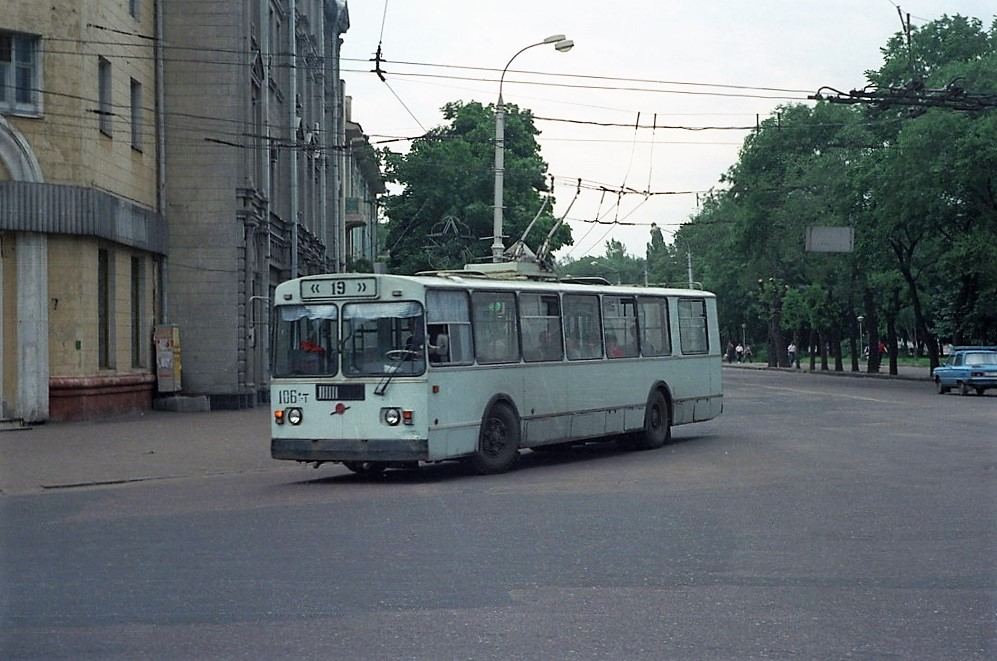
„Dziewiętnastka” – jedna z linii uruchomionych w latach 90.

- W kwietniu 1993 r. uruchomiono szczytową linię nr 18[40], łączącą rozległy rejon Kominternowski z centrum miasta – od ulicy Żukowa do placu Zastawy. Nowa linia miała na celu odciążenie innych linii przechodzących przez rejon Siewiernyj, w szczególności nr 6, 16 i 17.
- W sierpniu 1993 r. otwarto linię 4A jako tymczasową – z ulicy Ciołkowskiego do Uniwersytetu Woroneskiego przez most Wogresowski. Jednak zgodnie z życzeniem pasażerów linie przekształcono w zwykłą, nadając jej numer 19 zimą 1993 r.[41]
- W 1998 r. otwarto linię nr 20, łączącą ul. Ciołkowskiego z rejonem Maszmet (fabryka GOO) wzdłuż Leninskiego Prospektu[5]. Otwarto także dość krótkie linie nr 21, 22. Trasa nr 21 łączyła stację kolejową z pętlą „ul. Iljicza”, a nr 22 – ulicą Iljicza z Woroneskim Uniwersytetem Państwowym. W rzeczywistości były to skrócone wersje linii nr 9 i 8[5].

### Stagnacja w latach 2000–2007

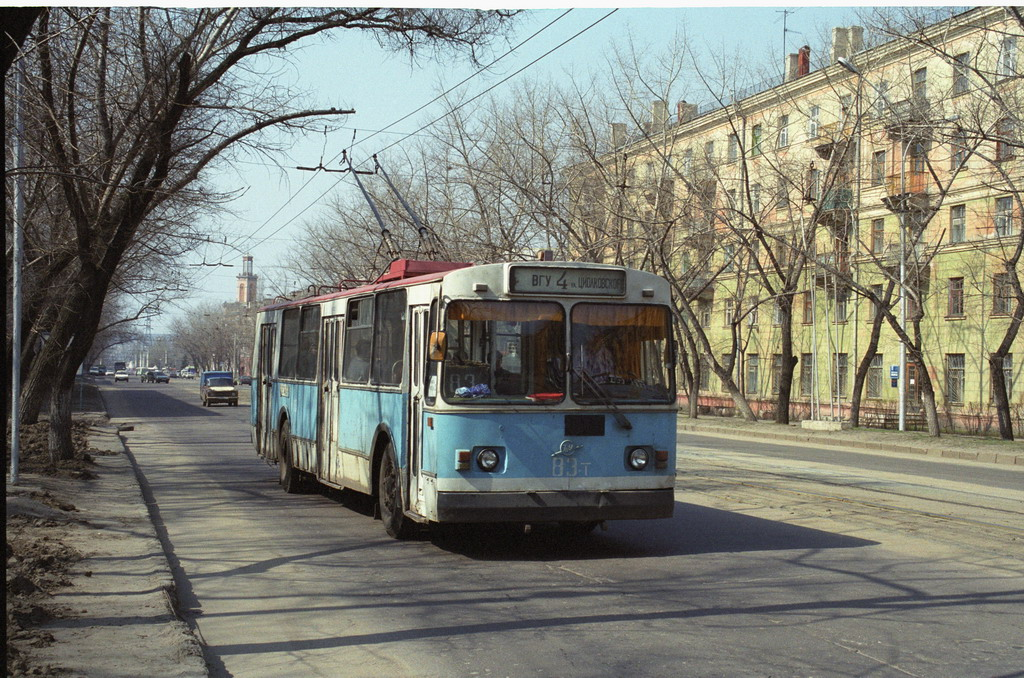
Woroneski trolejbus w 2000 r.

W grudniu 2000 roku w mieście odbyły się kolejne wybory mera. Nowym włodarzem został wybrany A. Kowalew. Wraz z jego dojściem do władzy radykalnie zmieniła się struktura finansowania transportu elektrycznego. Nastąpiła kolejna wymiana kadry zarządzającej transportem miejskim.
Po 2001 r. zaczęto wprowadzać zmiany w kursowaniu trolejbusów. Skrócono popularne linie, zmniejszono częstotliwość kursowania. Pogarszał się stan eksploatowanych pojazdów. W 2002 r. zlikwidowano długą trasę trolejbusową do zakładu WZSAK oraz „przychodnię trolejbusową” zlokalizowaną przy ulicy Zemlaczki. Terytorium „przychodni” na pewien czas zostało przekazane w zarząd PATP-4, ale w 2006 r. powróciło na własność przewoźnika Woronieżgorelektrotrans, a w 2009 r. zostało sprzedane na licytacji komorniczej.
Systematycznie pogarszał się stan systemu trolejbusowego. Coraz więcej pojazdów zbliżało się do śmierci technicznej (ostatni zakup nowych trolejbusów miał miejsce w 2001 r., ale liczba zakupionych pojazdów była niewielka – tylko siedem trolejbusów ZiU-682G). Jednocześnie miasto nie było już w stanie przeznaczyć środków finansowych na utrzymanie trolejbusów i modernizację taboru.

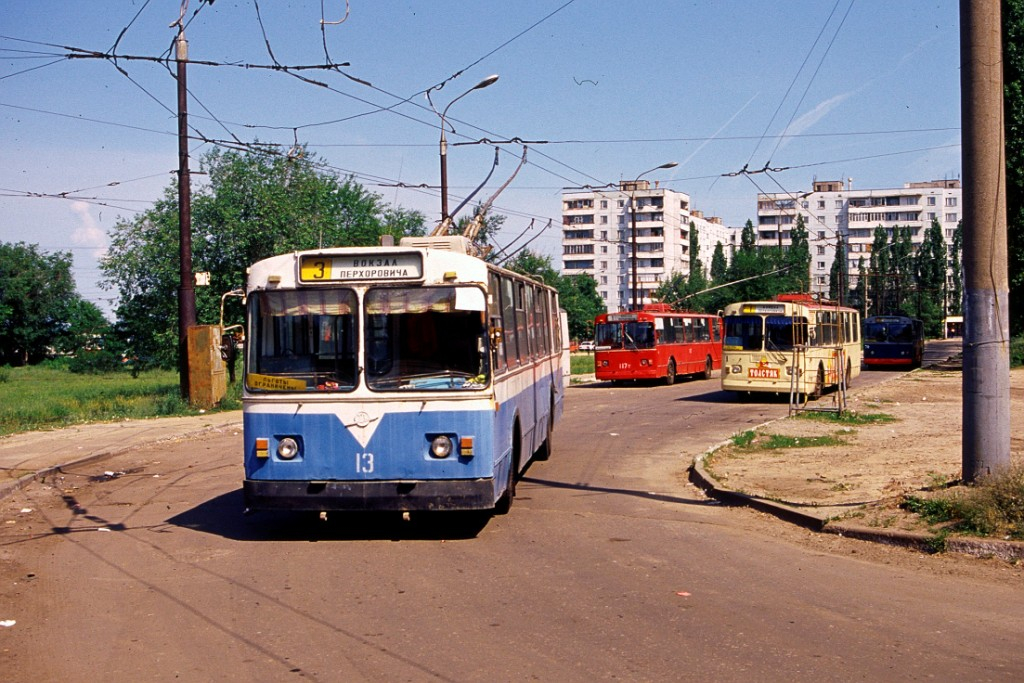
Trolejbusy na pętli w 2002 r.

Do marca 2002 r. zajezdnia trolejbusowa nr 2 obsługiwała linie nr 2, 7, 9, 21 i 22. Na terenie zajezdni znajdowało się 91 trolejbusów, z czego 16 wycofanych z eksploatacji. Nowy zarząd zajezdni zdecydował o przeprowadzeniu remontu części trolejbusów oraz wykonaniu studium potoków pasażerskich pod kątem ewentualnego otwarcia nowych linii trolejbusowych.
Z powodu rosnących długów władze miasta zdecydowały się wydzierżawić teren zajezdni trolejbusowej nr 1 inwestorowi z Niżnego Nowogrodu (firmie Niżegorodskij trollejbus). Inwestor przyjechał do miasta z ambitnymi planami remontu taboru oraz dostawy nowych trolejbusów z Niżnego Nowogrodu.
Najem wszedł w życie 19 lutego 2003 r. Oprócz remontu taboru przewidywał dostawę dwóch nowych trolejbusów do Woroneża co miesiąc i pokrycie kosztów energii elektrycznej.
Kilka trolejbusów zostało wyremontowanych, najemca zajezdni dostarczył do miasta 4 nowe trolejbusy z Niżnego Nowogrodu. Zajezdnia nr 1 kontynuowała obsługę dotychczasowych linii – nr 1, 3, 4, 5, 11, 17 oraz cyklicznie uruchamiała nowe linie na dotychczas funkcjonujących trasach.
Nie nastąpiła oczekiwana poprawa sytuacji transportu elektrycznego w Woroneżu, która miała wynikać ze współpracy z inwestorem z Niżnego Nowogrodu. Przeszkodził temu szereg okoliczności – rezygnacja mera miasta Kowalewa w listopadzie 2003 r. i późniejsza zmiana władz miasta w marcu 2004 r., konkurencja ze strony transportu prywatnego i postępowanie upadłościowe wobec Woronieżgorelektrotransu.
Jesienią 2005 r. teren zajezdni trolejbusowej nr 1 został sprzedany na licytacji komorniczej pod budowę centrum handlowego. W tym czasie zajezdnia obsługiwała linie trolejbusowe nr 4, 5, 11. W grudniu 2005 r. pozostała część obiektów systemu została wystawiona na licytację – zajezdnia trolejbusowa nr 2 i kilka trolejbusów. W lutym 2006 r. teren zajezdni trolejbusowej nr 2 sprzedano na licytacji.

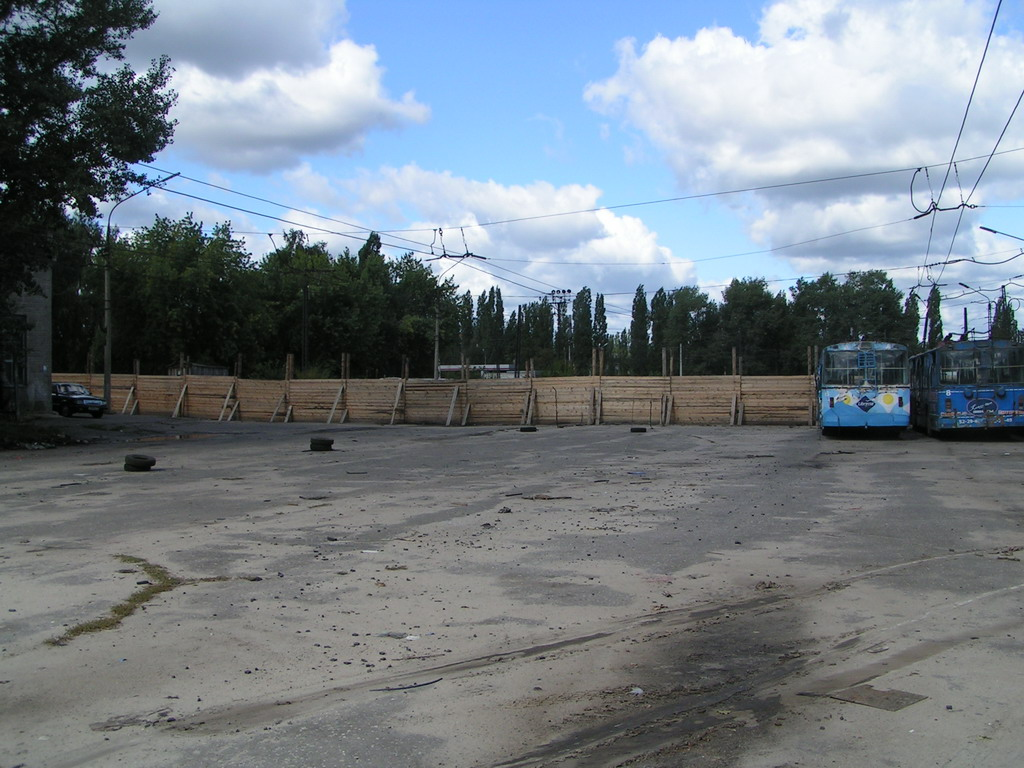
Zajezdnia trolejbusowa nr 1 w 2006 r.

Stan trolejbusów w mieście nadal się pogarszał. Środki z budżetu miasta ledwo wystarczały na opłacenie energii elektrycznej i wynagrodzeń pracowników zajezdni. W międzyczasie Niżegorodskij trollejbus zgromadził znaczne długi w samym Niżnym Nowogrodzie i Woroneżu. Decyzję o rozwiązaniu umowy najmu terenu zajezdni trolejbusowej nr 1 zarząd miasta podjął w kwietniu 2006 roku. Właściciel firmy Niżegorodskij trollejbus wrócił do Niżnego Nowogrodu zabierając ze sobą cztery nowe trolejbusy dostarczone do Woroneża. W związku z zadłużeniem Woronieżgorelektrotransu 20 kwietnia 2006 r. wyłączono zasilanie zajezdni trolejbusowej nr 1. Dzień ten można uznać za dzień zamknięcia zajezdni trolejbusowej nr 1, gdyż od tego momentu trolejbusy znajdujące się na jej terenie nie wyjechały już na linie. 20 trolejbusów w dobrym stanie przeniesiono do zajezdni trolejbusowej nr 2, a pozostałe zezłomowano.
W kwietniu 2006 r. zlikwidowano linie trolejbusowe w lewobrzeżnym Woroneżu, obsługiwane wcześniej przez zajezdnię trolejbusową nr 1. W mieście pozostały tylko trzy linie (nr 2, 7, 17), obsługiwane przez zajezdnię nr 2. Dziennie na linie wyjeżdżało 45 trolejbusów.
System trolejbusowy znajdował się w stagnacji – miasto nie było właścicielem terenu zajezdni trolejbusowej, nie było możliwości pozyskania nowych trolejbusów. Taki stan rzeczy trwał prawie trzy lata.

### Programy naprawcze i rozwojowe w 2009 roku
W marcu 2008 r. w mieście odbyły się wybory mera, w których zwyciężył S.M. Koliuch. Wraz z jego dojściem do władzy nowi urzędnicy zostali powołani na kluczowe stanowiska, w tym do zarządu Woronieżpassażyrtrans, a kierownik wydziału zarządzania miejskim transportem pasażerskim złożył rezygnację.

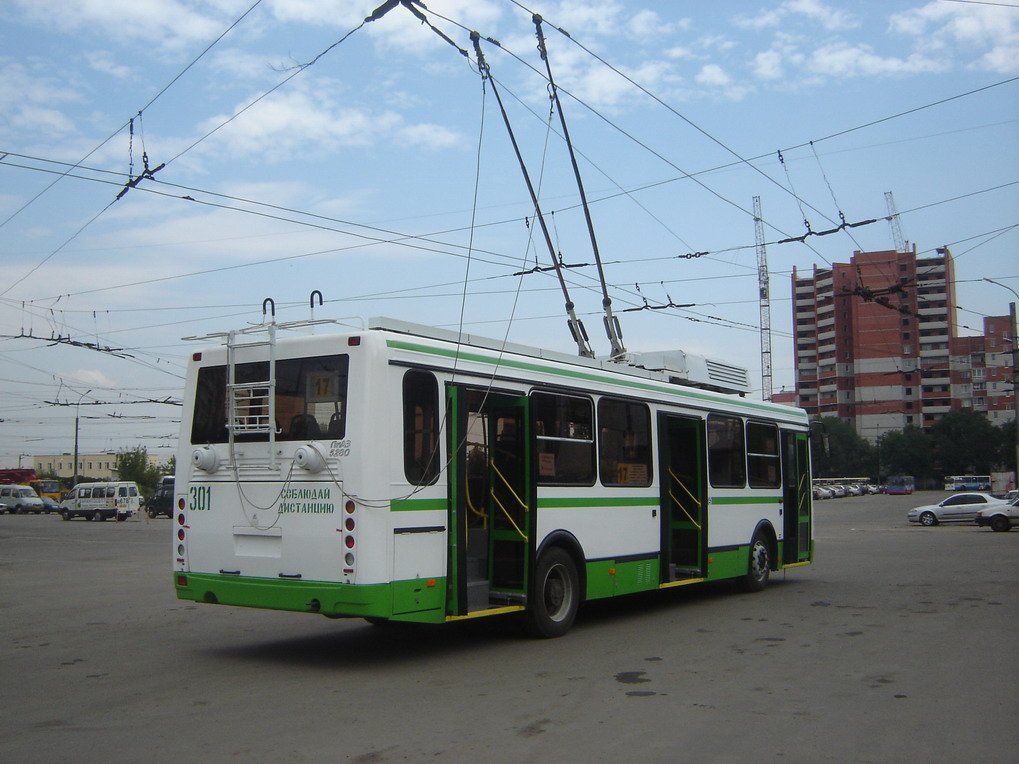
Testowy trolejbus LiAZ-5280

Jednym z priorytetów nowej władzy było przywrócenie dawnej świetności transportowi miejskiemu, w tym przyjaznym środowisku trolejbusom. W tym celu opracowano kompleksowy program pod nazwą „Rozwój transportu pasażerskiego w Woroneżu na lata 2009–2013”.
Aby zaoszczędzić pieniądze z budżetu miasta, zawarto umowę z zakładem LiAZ, który dostarczył miastu bezpłatnie nowy trolejbus do testów. Testowy trolejbus przydzielono 2 lipca 2008 r. do zajezdni numer 2, gdzie otrzymał numer 301.
Na skutek licznych skarg mechaników oraz braku niezbędnego wyposażenia testowy trolejbus LiAZ-5280 kursował po ulicach miasta do połowy września, po czym został odstawiony na terenie zajezdni trolejbusowej nr 2. W grudniu 2008 r. został zwrócony producentowi. Zdecydowano się zrezygnować z zakupu trolejbusów tego modelu.
We wrześniu 2008 r. odnowiono trasę trolejbusową w rejonie Sowieckim – od ulicy Jużno-Morawskiej do ulicy Perchorowicza. Linia trolejbusowa nr 17 została przedłużona o pięć przystanków, powracając na swoją dawną trasę.
Nieudane testy trolejbusu LiAZ-5280 pokazały, że miasto musi wybrać inny model. W budżecie miasta przewidziano środki na zakup jednego nowego trolejbusu ZiU-682G wyprodukowanego przez zakład Trolza. Podobne trolejbusy kursują w mieście od 1972 roku. W listopadzie 2008 r. do miasta przyjechał nowy trolejbus. Otrzymał numer boczny 300 i stał się pierwszym od wielu lat nowo zakupionym trolejbusem w mieście.
Testy nowego trolejbusu wykazały, że model ten jest przystosowany do eksploatacji na ulicach miasta. W efekcie zarząd miasta zdecydował się na zakup nowej partii podobnych trolejbusów w 2009 roku.

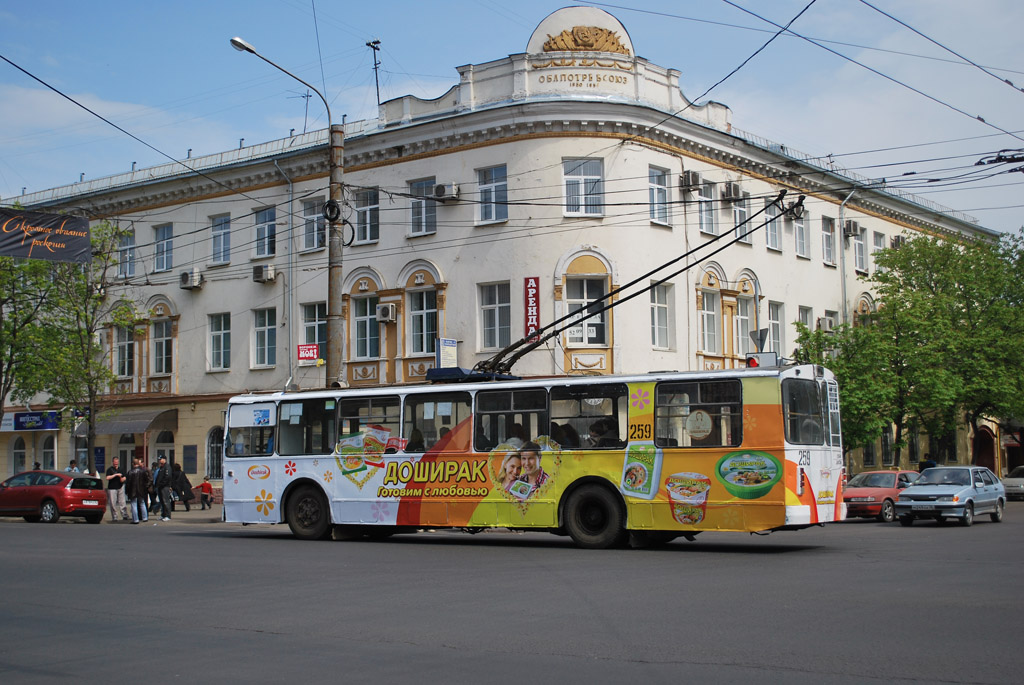
Trolejbus na ulicach Woroneża w 2009 r.

12 marca 2009 r. władze miasta zapowiedziały zakup 22 nowych trolejbusów ZiU-682G produkowanych przez zakład Trolza, w tym jednego niskopodłogowego typu Trolza-5265. Od 29 marca do połowy maja miasto otrzymało łącznie 21 trolejbusów wysokopodłogowych i jeden niskopodłogowy.
Pojawienie się nowych trolejbusów wymagało zwiększenia zatrudnienia. Od lutego 2009 r. do listopada 2009 r. zatrudniono i przeszkolono w sumie pięć grup do marca 2010 r. Jedna z grup składała się w całości ze zwolnionych kierowców zajezdni tramwajowej nr 3, którym zaproponowano przekwalifikowanie się na kierowców trolejbusów (system tramwajowy zlikwidowano w kwietniu 2009 r.).
Administracja miasta przywróciła linię 7a (dawniej numer 22). W dniu 20 kwietnia 2009 r. trzy nowe trolejbusy (nr 301, 302 i 303) zainaugurowały obsługę linii. Stopniowo, wraz ze wzrostem liczby kierowców i uruchomieniem nowych trolejbusów, liczba trolejbusów wzrosła do dziesięciu, a sama linia szybko stała się popularna.
Do 2009 r. praktycznie wszystkie nieruchomości upadłego Woronieżgorelektrotransu, w tym tereny wszystkich zajezdni tramwajowych i trolejbusowych, zostały sprzedane na różnych licytacjach. Miasto nie posiadało więc własnego terenu, na którym można było garażować zakupione trolejbusy – właściciel terenu zajezdni nr 2 mógł niemal w każdej chwili wypowiedzieć umowę dzierżawy terenu – i w tym przypadku system trolejbusowy w Woroneżu zostałby po prostu zlikwidowany. W kwietniu 2009 r., po kilku miesiącach sporów sądowych, teren zajezdni trolejbusowej nr 1 przy ul. Kosmonawtow powrócił częściowo do miasta. W dniu 1 maja 2009 r. rozpoczęto zagospodarowywanie terenu zajezdni. Na polecenie mera miasta wszystkie prace miały zakończyć się do 1 września 2009 r.

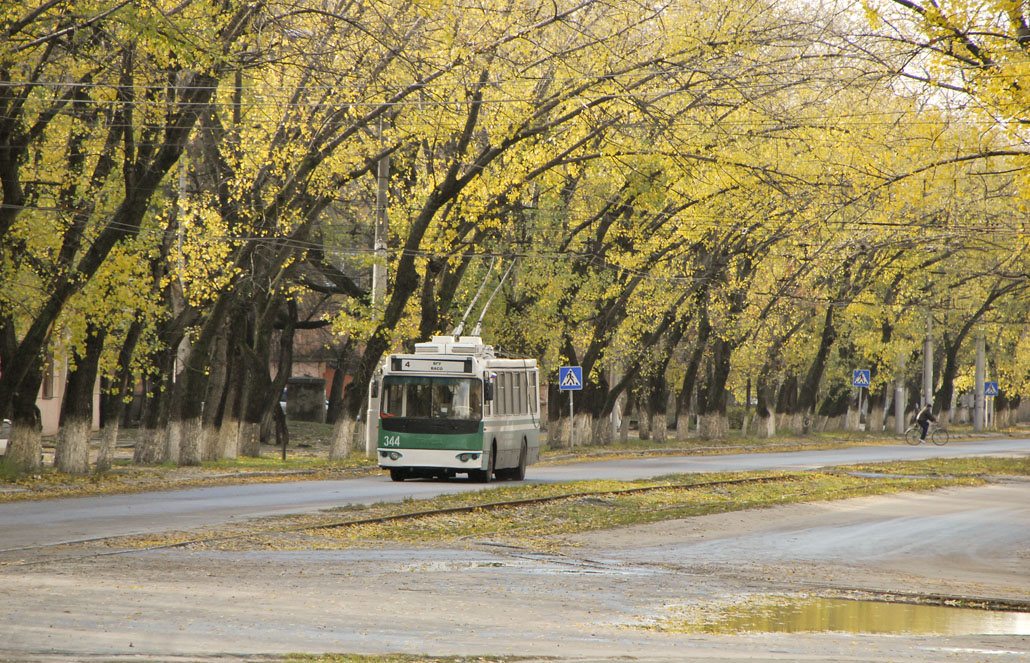
Trolejbus na linii nr 4

W międzyczasie kontynuowano odbudowę systemu trolejbusowego w Woroneżu. Środki z budżetu pozwoliły na przebudowę sieci zasilającej wzdłuż ulic Kosmonawtow, Woroszyłowa i Kirowa w związku z planowanym 1 lipca 2009 r. uruchomieniem linii nr 3 od pętli na ulicy Pierchorowicza do ulicy Puszkińskiej. 11 sierpnia linia została przedłużona do swojej dawnej pętli przy dworcu kolejowym Woronież-1.

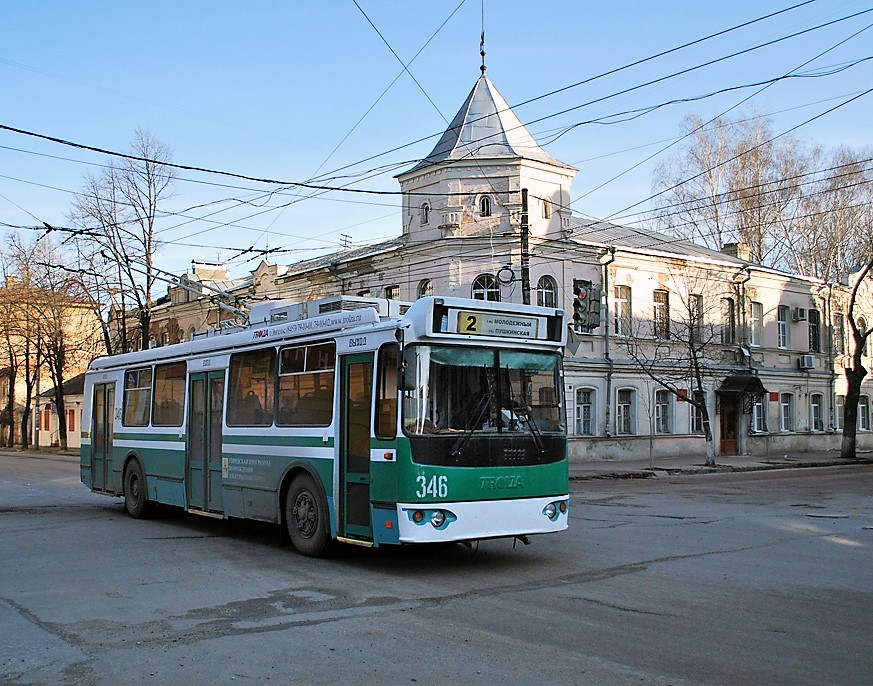
Trolejbus na ulicy Sriedniemoskowskiej, 2010 r.

Remont zajezdni trolejbusowej nr 1 został zakończony 1 września 2009 roku. Odnowioną zajezdnię otwarto 3 września 2009 r. Od tego momentu wszystkie trolejbusy stacjonują na terenie zajezdni trolejbusowej nr 1. Na terenie wcześniej zamkniętej zajezdni trolejbusowej nr 2 zbudowane zostało osiedle mieszkaniowe.
Jesienią 2009 roku przeznaczono środki na zakup kolejnej partii nowych trolejbusów. Od pierwszych dni października do końca grudnia 2009 r. do miasta dostarczono 22 nowe trolejbusy wysokopodłogowe ZiU-682G.
25 października 2009 r. cały system trolejbusowy znalazł się pod zarządem Woronieżpassażyrtransu. Na liniach 2, 7 i 17 zaczęły kursować nowe trolejbusy. Liczba pojazdów na liniach nr 3 i 7a gwałtownie się zmniejszyła, co doprowadziło do likwidacji tych linii w 2010 r.
W listopadzie 2009 roku otwarto druga połowę mostu Czernawskiego. Tym samym pomyślnie zakończono trwający prawie 18 lat remont obiektu. Wraz z uruchomieniem mostu zawieszono nad jezdniami sieć trakcyjną. 23 listopada 2009 r. trolejbusy powróciły na lewy brzeg – przywrócono kursowanie linii nr 1.

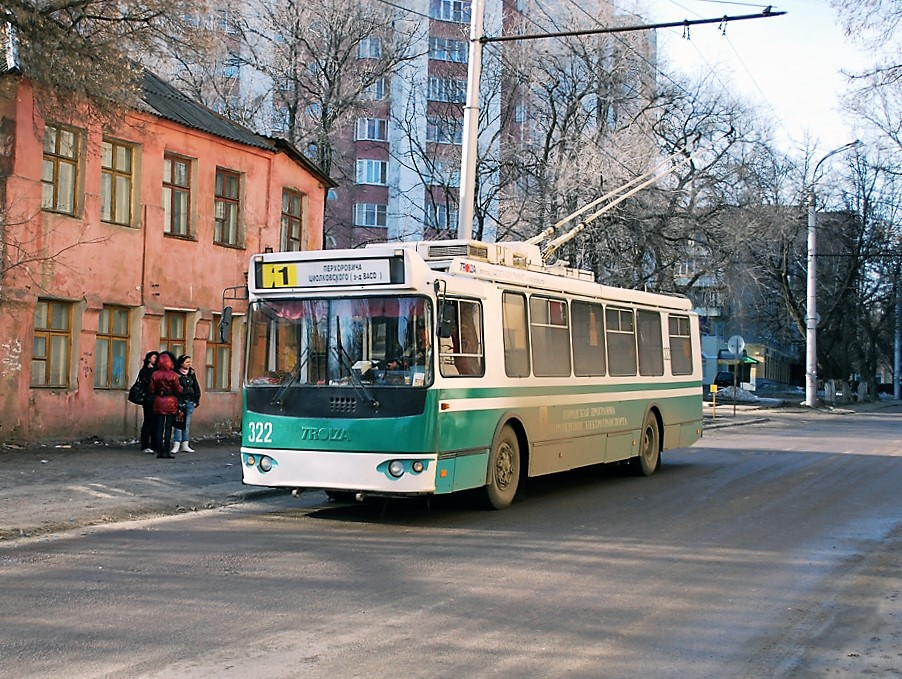
Trolejbus na wyremontowanej trasie na ulicy Fryderyka Engelsa, 2010 r.

Pod koniec 2009 r. zintegrowany program „Rozwój transportu pasażerskiego w Woroneżu na lata 2009–2013” został zawieszony. Władze miasta przyjęły nowy program „Rozwój miejskiego transportu pasażerskiego w Woroneżu na lata 2010–2014”.
W 2010 r. wprowadzono zmiany w układzie linii trolejbusowych:
- otwarto linie nr 4, 8, 11[63]
- zlikwidowano linie nr 3 i 7а
- linię nr 2 przedłużono od pętli «ulica Puszkinskaja» do dworca kolejowego Woronież-1, a linię nr 1 skrócono z pętli «ulica Ciołkowskogo» do dworca kolejowego Woronież-1[64], a w listopadzie do ulicy Puszkińskiej.
- tymczasowo uruchomiono linie nr 15а i 21[65]. W rocznicę uruchomienia trolejbusów w Wołgogradzie kursowały specjalne linie nr 14, 15[66].

Ponadto w latach 2009–2010 administracja miasta uczestniczyła w postępowaniach sądowych, w trakcie których 29 podstacji trakcyjnych zakupionych na licytacji przez spółkę handlową oraz zespół składający się z 19 budynków zajezdni trolejbusowej nr 1 wróciły na własność miasta. W lipcu 2010 r. nastąpiła zmiana kierownictwa w przedsiębiorstwie Woronieżpassażyrtrans. Nowym dyrektorem generalnym został A. Ju. Zotkin.
W planach na 2011 r. był zakup nowej partii trolejbusów. Zapowiedziano wyremontowanie „przychodni trolejbusowej” na ulicy Ziemlaczki. Nowe linie trolejbusowe miały zostać uruchomione po remoncie sieci trakcyjnej na ulicach Mira, Zemlaczki, Nowosybirskiej do rejonu Maszmetu. Zgodnie z planami władz miasta planowano powrót trolejbusu w najbardziej odległe zakątki miasta oraz odbudowę zlikwidowanych odcinków sieci.

### Po roku 2010
W 2012 r. prace nad rewitalizacją systemu trolejbusowego zostały praktycznie zawieszone. Zmniejszyła się liczba liniowych trolejbusów z uwagi na złomowanie egzemplarzy zakupionych w latach 1999–2002, ograniczono też zatrudnienie. W październiku 2012 r. zakupiono 6 używanych trolejbusów ZiU-9-012 z miasta Biełgorod, które następnie wycofano z eksploatacji w latach 2015–2017.
Jesienią 2015 r. administracja regionu Woroneża ogłosiła przetarg na zakup jednego nowego trolejbusu. 28 grudnia 2015 r. do zajezdni przyjechał jeden nowy trolejbus Trolza-5275, jednak z różnych powodów nowy trolejbus mógł wyjechać na linię nr 8 dopiero w maju 2016 r. 25 maja 2016 r. linia nr 4 została zlikwidowana. W kwietniu 2019 r. zlikwidowano sieć trakcyjna na ulicy Mira.
30 października 2019 r., po ponad 30 latach kursowania, linia nr 17 została zawieszona. Zamknięcie linii wiąże się z przebudową wiaduktu nad torami kolejowymi, pod którym ta linia przebiegała. Tego samego dnia zdemontowano sieć trakcyjną na ulicach Marszaka i Komarowa. W kwietniu 2020 r. zawieszono linię nr 8 w związku z rozpoczęciem przebudowy alei Rewolucji, w ramach której przewidziano demontaż sieci trakcyjnej, wymianę słupów i rozwieszenie nowych przewodów.
Ze względu na pandemię koronawirusa ruch trolejbusów był zawieszony od 1 kwietnia do 1 czerwca 2020 r.
W czerwcu 2020 r. do Woroneża przybyło 15 używanych trolejbusów ZiU-682GM1 z Moskwy. Wzdłuż alei Rewolucji ponownie rozwieszono przewody trakcyjne. 10 lipca 2020 r. powróciła linia nr 8. 16 listopada 2020 r. do końca roku wstrzymano kursowanie linii nr 7 i 8 ze względu na wymianę wysięgników przewodów zasilających. Jedyną działającą linią pozostała linia nr 11. 29 grudnia 2020 r. wznowiono kursowanie linii nr 17 po zakończeniu przebudowy wiaduktu kolejowego.

## Linie
Według stanu z końca 2020 r. w Woroneżu kursowały 4 linie trolejbusowe.
| Linia | Trasa                                                                    |
| ----- | ------------------------------------------------------------------------ |
| 7     | Trollejbusnyj park № 2 ↔ WGU                                             |
| 8     | Siewiero-Wostocznyj rajon (ostanowka «Szkoła») ↔ WGU                     |
| 11    | Siewiero-Wostocznyj rajon (ostanowka «Szkoła») ↔ ul. Ciołkowskogo (WASO) |
| 17    | ulica Pierchorowicza ↔ ulica Władimira Niewskogo                         |

## Tabor
Stan z 13 stycznia 2021 r.
| Zdjęcie        | Typ            | Eksploatacja od | Liczba |
| -------------- | -------------- | --------------- | ------ |
|                | ZiU-682G       | 2008            | 59     |
|                | Trolza-5265.00 | 2009            | 1      |
|                | Trolza-5275.00 | 2015            | 1      |
| Łączna liczba: | Łączna liczba: | Łączna liczba:  | 61     |